# 曹素华
曹素华（1958年1月—），女，汉族，河北滦南人，中华人民共和国政治人物，曾任河北省政协副主席、党组成员。